# Igor Newerly

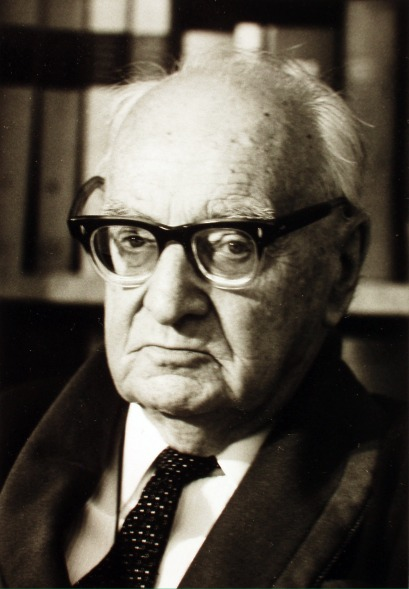
Igor Newerly

Igor Newerly hay Igor Abramow-Newerly (sinh ngày 24 tháng 3 năm 1903 tại Białowieża - mất ngày 19 tháng 10 năm 1987 tại Warsaw) là một tiểu thuyết gia và nhà giáo dục người Ba Lan. Ông sinh ra trong một gia đình người Séc gốc Nga. Con trai ông là tiểu thuyết gia người Ba Lan Jarosław Abramow-Newerly. Ông nội ông là Józef Newerly, một người Séc. Ông nội ông giữ tước hiệu Lovtchiy (tiếng Nga: Ловчий, tiếng Ba Lan: Łowczy) trong triều đình của Sa hoàng Nicholas II của Nga.
Igor Newerly mất một chân khi còn nhỏ. Ông học luật tại Đại học Kiev nhưng bị đánh xuống hạng vì lý do chính trị. Ông bị bắt và bị đưa đến Odessa. Năm 1924, Igor Newerly nhập cư bất hợp pháp sang Đệ Nhị Cộng hòa Ba Lan và hoạt động trong lĩnh vực sư phạm ở Warsaw. Ông trở thành thư ký của nhà giáo dục nổi tiếng Janusz Korczak vào năm 1926. Trong giai đoạn 1932-1939, Igor Newerly làm việc cho tạp chí Mały Przegląd (Little Review). Ông kết hôn với Barbara Jarecka.
Dưới thời Đức Quốc Xã chiếm đóng Ba Lan, Igor Newerly tham gia phong trào kháng chiến của Ba Lan. Ông giúp Janusz Korczak tại trại trẻ mồ côi của Korczak và lưu giữ nhật ký tù đày của Korczak. Igor Newerly cũng che giấu một số đồng nghiệp người Do Thái tại nhật báo Nasz Przegląd, trong số đó có Kuba Hersztein, khỏi sự bắt bớ của Đức Quốc Xã - và đã chở Lejzor Czarnobroda đến Warsaw sau khi anh này nhảy trốn khỏi xe lửa chở đến trại hủy diệt Treblinka khiến anh bị gãy chân. Đầu năm 1943, ông bị Gestapo của Đức bắt giữ và bị cầm tù tại Pawiak ở Warsaw. Cho đến khi chiến tranh kết thúc, Igor Newerly lần lượt làm tù nhân ở các trại tập trung của Đức Quốc xã là Majdanek, Auschwitz, Oranienburg, và cuối cùng được trả tự do sau khi bị giam cầm ở Bergen-Belsen.

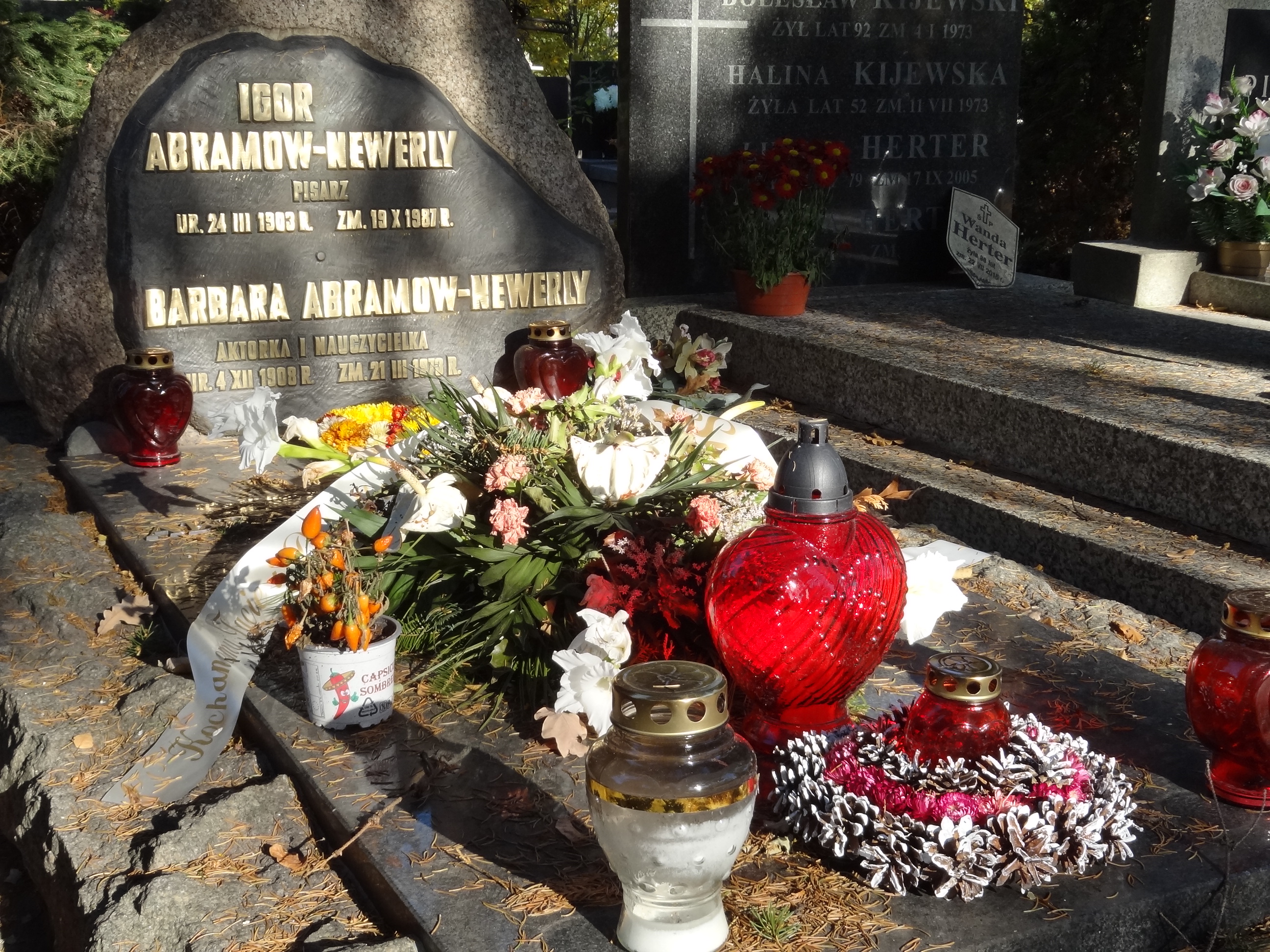
Ngôi mộ của Igor Newerly ở Warsaw vào đêm trước Ngày Các Thánh năm 1921

Sau chiến tranh, Igor Newerly khôi phục sự nghiệp sư phạm. Dựa trên tiểu thuyết Pamiątka z Celulozy (A Souvenir from the Cellulose Mill) của Newerly, đạo diễn người Ba Lan Jerzy Kawalerowicz đã thực hiện hai bộ phim: Celuloza (film)|Celuloza (Cellulose Mill) và Pod gwiazdą frygijską (Under the Phrygian Star).

## Tác phẩm tiêu biểu
- Chłopiec z Salskich Stepów 1948
- Archipelag ludzi odzyskanych 1950
- Pamiątka z Celulozy 1952
- Leśne morze 1960
- Żywe wiązanie 1966
- Rozmowa w sadzie piątego sierpnia, Warszawa, Czytelnik 1978
- Za Opiwardą, za siódmą rzeką..., Warszawa, Czytelnik, ISBN 83-07-01165-5, 1985
- Wzgórze błękitnego snu, Warszawa, Czytelnik, ISBN 83-07-01369-0, 1986
- Zostało z uczty bogów, Paryż, Instytut Literacki, ISBN 2-7168-0085-5, 1986

### Kịch bản phim
- Król Maciuś I, 1957
- Pod gwiazdą frygijską
- Celuloza (film)|Celuloza, 1953

## Danh mục
- Igor Newerly, Zostało z uczty bogów
- Michał Grynberg, Księga Sprawiedliwych (Book of the Righteous), Warsaw, PWN, 1993. (ill., ports., 766 pp.)